# Гордій Старух
Гордій Старух (1 березня 1988, Львів) — український співак, музикант, мультиінструменталіст та саунд-продюсер, майстер з виготовлення музичних інструментів, екс-учасник гуртів Joryj Kloc, Джалапіта та електро-фолк формації Lirwak. Учасник 11-го сезону проєкту «Голос країни». Відроджує українську народну традицію із виготовлення і гри на колісній лірі.
Працює сольно як “one man band” – одночасно грає на чотирьох інструментах – колісній лірі, гітарі, ударних та синтезаторі і співає під цю музику. Грає у жанрі “фольктроніки”, де поєднуються народні мотиви з бітами, басами і ходами, притаманними різним жанрам електронної музики..

## Життєпис
Гордій Старух народився у Львові. Навчався у 55-тій школі, Львівській академічній гімназії та Львівському державному коледжі декоративного і ужиткового мистецтва імені Івана Труша.
2006 — 2008 — учасник гурту «Люди Добрі».
2008 — 2017 — учасник і співтворець гурту Joryj Kłoc.
2017 — учасник гурту Lirwak.
У 2017-му почав працювати сольно. Першим треком була лемківська “Команиця”. По суті вона і визначила наступний напрямок творчості Гордія – синти, біти і фолк. Наживо виступив лише через два роки після того, так як технічно і фінансово було складно втілити ідею. Відтоді періодично пише лайви з майстерні, дає онлайн-концерти. Зокрема дав онлайн концерт на запрошення польського фестивалю «Folkowisko» для їхнього ком’юніті «Kultura w kwarantannie».
Улюблені виконавці Гордія — фольк-бенд Бурдон і Lemko Bluegrass band, Мар’ян Пиріг, Артем Бемба, Сашко Буль, лірник Андрій Ляшук, Юрко Самовілов, Tik Tu, Wavewalkrs, Даха Браха. З мейнстріму Гордія надихають Альона Альона, Джамала.
Одним із рушіїв розвитку в своїй, тепер уже улюбленій, справі Гордій Старух вважає свого колегу — професійного лірника Олеся Коваля. Пригадує, що саме в його руках зазвучала та найперша ліра. На його ж практиці Гордій вчився та вдосконалювався. Сам майстер жартує, що таке вдосконалення розтягнулось на роки, а виготовлення лір стало не лише улюбленою справою, а й заробітком.

## Творчість

### Joryj Kłoc
Гурт Joryj Kłoc (вимовляється як [йорий клоц])  було створено у 2008, і починався він як електронний проєкт, що використовував українські давні пісні та мотиви, покладені на електронно‑діджейські ритми. У сучасному складі гурт існує з 2010, і нині самі «клоци» стверджують, що грають повноцінний рок. Точніше: «Український обрядовий хіп-хоп дайбоже-етно-чорт». Втім, Польське Радіо визначило стилістику групи як турбо‑фолк, a під час поїздки на Донеччину — тамтешні новинарі їх вже визначили як «козацький брейк‑біт». Під час виступу на півфіналі 11 сезону шоу Mam Talent, що виходить на польському телеканалі TVN, телеведучі представили ватагу як «слов'янська Sepultura часів "Roots"»
Ось як назву гурту пояснює Гордій Старух :

Все почалося з того, що друг Гордія Старуха, Олег Коваль в школі навчався грати на бандурі. Одного разу йому дали на певний час пограти на колісній лірі. Звідтоді у нього почалася «лірницька» кар’єра. Якось він знайшов на Форумі Видавців книжку Володимира Кушпета «Старцівство». Це була величезна, товста книжка про феномен старцівства, тобто, кобзарів, лірників. Прочитавши це цікаве дослідження, Олег дізнався, що старці мали свою таємну мову, якою в разі небезпеки могли між собою балакати. Він почав вишуковувати слова, які збереглися до наших днів. Наприклад, кльово, киряти і т. ін. Тоді ж Олег Коваль сказав Гордію Старуху, що «йорий клоц» означає добрий чоловік. Вже після створення гурт так і назвали  «Йорий Клоц», відіграли перші концерти, я таки сам зазирнув у той словник і виявилося, що там написано не «йорий клоц», а «йорий клац». Тому вийшло, що ми ніби видумали назву, яка дійсно звучить цікаво і має певне коріння, але водночас вона є самобутньою.

Гурт Joryj Kłoc — учасник багатьох фестивалів в Україні та закордоном.

### Lirwak

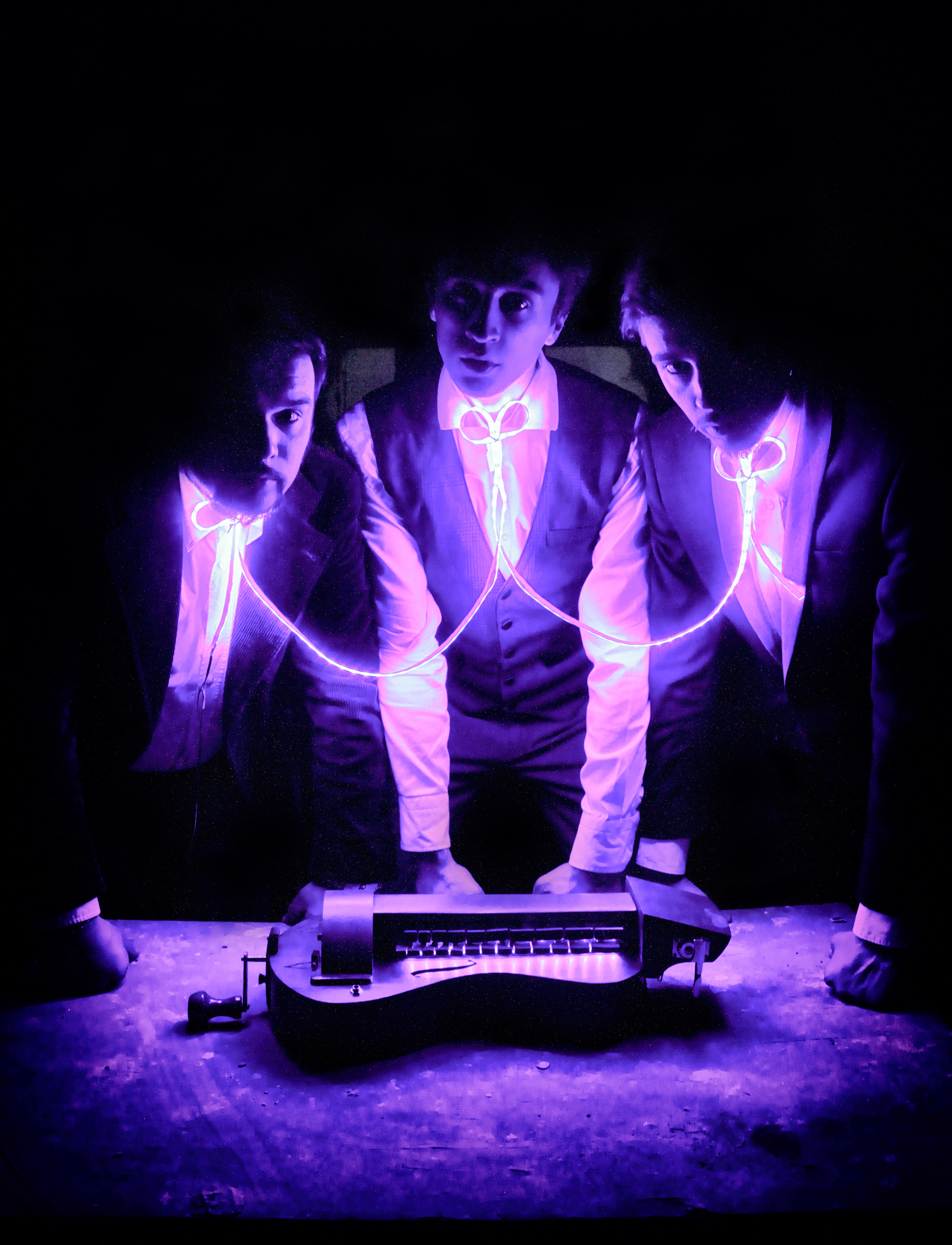
Учасники гурту Lirwak. Гордій Старух — крайній праворуч.

Lirwak (читається як [лірвáк]) — український етно-електронік, створений у 2017 Гордієм Старухом та Олесем Ковалем. В перші місяці до них доєднався Андрій Петрук. Першим релізом гурту стала композиція «Шуба Шума» в червні 2017-го, а вже в липні 2018 гурт дав свій перший концерт на польському фестивалі Folkowisko. Знаковим досвідом для гурту була також співпраця з львівським гуртом Курбаси з яким спільно створювалось живе музичне оформлення для грандіозного мапінгу на Львівський оперний театр в рамках святкування Нового року.

### Виступ на «Голосі країни»
У 2021-му Гордій Старух пройшов етап прослуховування на телевізійному співочому шоу «Голос країни». Його обрала тренерка Надія Дорофєєва.

«Як би пафосно це не звучало, але Дорофєєва з них найсміливіша. Вона — нова ґенерація, вона єдина не побоялася і побачила, що з цього модна щось зробити. Бо це шоу і коли вони беруть когось під свою опіку, то мають його розкрити», — розповідає Гордій Старух.

На конкурс Гордій поїхав з аранжуванням української рекрутської пісні «Дубе». Ця пісня вже була як у творчому, так і в родинному репертуарі музиканта:

«Я з нею прийшов і вона усім сподобалася. Це мене здивувало. Але цьогоріч вони мають слоган «перезавантаження». Тому мабуть їм підійшла моя персона і пісня».

Кавер народної пісні Гордій зробив у 2020-му.

«Я тоді часто записував пісні у такому форматі: наживо кілька інструментів. Я зробив запис по-приколу, після роботи над черговою лірою. З п'ятого дубля записав, виставив на фейсбук і народ мені аплодував, дуже тішився. Мені ця пісня теж пішла, через це я її вибрав. Мені здавалося, що вона найбільше розкриє те, що я хочу сказати».

На шоу талантів музикант приходив і минулого, 10-го сезону, але до відборів наосліп не дійшов.

«Мене «зарубали» на першому ж відборі — кастинг-менеджерка відсіювала тих, хто не вміє співати, або прийшов по-приколу. Мені здається, що мене тоді «рубанули» не через репертуар, а через недостатню підготовку. Але я не засмутився, поставив галочку, що спробував і заспокоївся.»

### Виготовлення музичних інструментів
Одного разу, десь у трирічному віці, Гордій випадково почув «на живо» колісну ліру, потрапивши з мамою на концерт Василя Нечепи (українського кобзаря, лірника, народного співака). Пізніше, в студентські часи, побачив в мережі відео гри на лірах. Після чого Гордій загорівся ідеєю купити інструмент. Але дізнавшись, що ціна такої ліри — чималенька (сотні, тисячі доларів). На цьому все закінчилося. Отримавши в коледжі досвід роботи з матеріалами, зокрема з деревом, вирішив спробувати зробити ліру самотужки. Після чого познайомився з Олесем, майбутнім лірником гурту Joryj Kłoc. Потім дізнався про що функціонування в Україні кобзарського цеху. Згодом, у 2009 створив свою першу ліру. Почавши виготовляти ліри, Гордій виявив, що в такий спосіб для нього поєдналися скульптура і музика. Тому що одна з технологій виготовлення – це видовбування інструменту з одного шматка, що виявилося близьким хлопцеві. З того часу лік його музичних інструментів йде на десятки, а географія замовників сягає Південної Кореї. Також ліри Гордія Старуха є в Малайзії, в Канаді, Великій Британії, Іспанії, Німеччині, Італії, Польщі, в Литві, Туреччині.
Гордій працює в майстерні діда — відомого скульптора Еммануїла Миська. Клавіші, деки — усе виготовляє вручну. До них прикріплює свою фірмову ручку — вона спіральна, а не S-подібна, як це зазвичай буває у європейських інструментів. Кожна його ліра — неповторна, то ж і звучить по-своєму. Колеса для майбутніх лір Гордій точить на австрійському токарському станку, виготовленому ще до Першої світової війни.
Серед тих, хто купує такі музичні інструменти є чималий відсоток колекціонерів. Як розповідає Гордій, їх вабить сам антураж ліри. А є люди, які хочуть творити на ній музику, здебільшого це релігійний репертуар — псалми, канти.
Що ж до матеріалу для лір, то тут усе дуже цікаво. Іноді ним слугують старі піаніно, роялі або навіть полички. Іноді відповідну деревину майстер знаходить просто в парку.

### Відеокліпи і сингли
| Рік  | Назва пісні                                          | Режисер(и)                           | Альбом                  |
| ---- | ---------------------------------------------------- | ------------------------------------ | ----------------------- |
| 2017 | «Команиця»                                           |                                      |                         |
| 2017 | «Я — ЗЕМЛЯ»                                          |                                      |                         |
| 2017 | «Сон на Різдво»                                      |                                      |                         |
| 2019 | «Березень»                                           |                                      |                         |
| 2019 | «Пісня питань»                                       | Шпиталь records                      |                         |
| 2019 | «Зозуля (щедрівка) - Гордій Старух та хор "Мегалія"» |                                      |                         |
| 2020 | «Дубе»                                               |                                      |                         |
| 2020 | «Світ не має дна»                                    |                                      | міні альбом "Хмільний". |
| 2020 | «Холєра»                                             |                                      | міні альбом "Хмільний". |
| 2020 | «Лісоруб»                                            |                                      | міні альбом "Хмільний". |
| 2020 | «Чарка»                                              |                                      | міні альбом "Хмільний". |
| 2021 | «Ой, як же було...»                                  | Шпиталь records                      |                         |
| 2021 | «Ey, güzel Qırım»                                    | ZebraProductionFilm, Шпиталь records |                         |
| 2021 | «Веснянка»                                           | ZebraProductionFilm, Шпиталь records |                         |
| 2021 | «Рано-Рано»                                          |                                      |                         |

### У ролі звукорежисера
| Рік  | Назва проекту           | Примітка                              | Посилання |
| ---- | ----------------------- | ------------------------------------- | --------- |
| 2022 | «Украдений місяць. Кум» | За участі тернопільського гурту ТікТу | [ 30 ]    |

## Родина
Батько трьох дітей. Донька — Росава. Сини — Вакула та Еней.
Дружина – Дарія Альошкіна – відома львівська майстриня витинанок та скульпторка.
Дідусь – відомий скульптор Еммануїл Мисько – був спіавтором пам'ятника Іванові Франку перед Львівським національним університетом імені Івана Франка, бюсту Данила Галицького у Львівському аеропорту і в міськраді та автором низки меморіальних таблиць у Львові.
Тож Гордій належить до династії скульпторів, до того ж – співочої династії.